# Новые Красницы
Новые Красницы  (фин. Morssina) — деревня в Большеврудском сельском поселении Волосовского района Ленинградской области.

## История
Деревня Новые Красницы упоминается на карте Санкт-Петербургской губернии Ф. Ф. Шуберта 1834 года.

КРАСНИЦЫ — деревня принадлежит действительному статскому советнику Веймарну, число жителей по ревизии: 29 м. п., 28 ж. п. (1838 год)

В пояснительном тексте к этнографической карте Санкт-Петербургской губернии П. И. Кёппена 1849 года она записана как деревня Motsina (Новые Красницы) и указано количество её жителей на 1848 год: савакотов — 38 м. п., 34 ж. п., всего 72 человека и «один двор русских».
Как деревня Новые Красницы она обозначена на карте профессора С. С. Куторги 1852 года.

КРАСНИЦЫ — деревня коллежского секретаря Веймарна, 10 вёрст почтовой, а остальное по просёлочной дороге, число дворов — 13, число душ — 33 м. п. (1856 год)

КРАСНИЦЫ — деревня, число жителей по X-ой ревизии 1857 года: 30 м. п., 32 ж. п., всего 62 чел.

КРАСНИЦЫ — деревня владельческая при колодце, по правую сторону 2-й Самерской дороги, число дворов — 10, число жителей: 34 м. п., 29 ж. п. (1862 год)

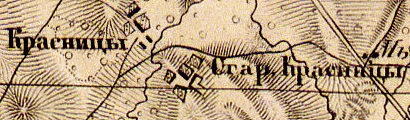
Деревня Красницы на карте 1863 года

КРАСНИЦЫ — деревня, по земской переписи 1882 года: семей — 21, в них 48 м. п., 57 ж. п., всего 105 чел.

КРАСНИЦЫ — деревня, число хозяйств по земской переписи 1899 года — 14, число жителей: 29 м. п., 31 ж. п., всего 60 чел.;
 разряд крестьян: бывшие владельческие; народность: русская — 13 чел., финская — 42 чел., смешанная — 5 чел.

Согласно карте из «Исторического атласа Санкт-Петербургской Губернии» 1863 года, деревня называлась Красницы, южнее и по смежеству находилась деревня Старые Красницы.
В конце XIX — начале XX века деревня административно относилась к Ястребинской волости 1-го стана Ямбургского уезда Санкт-Петербургской губернии. Население деревни было смешанным — финско-русским.
В 1904 году на хуторах близ деревни Красницы проживали 42 эстонских переселенца, близ деревни Новые Красницы — 53.
С 1917 по 1924 год деревня Новые Красницы входила в состав Красницкого сельсовета Молосковицкой волости Кингисеппского уезда.
С 1924 года в составе Сырковицкого сельсовета.
Согласно данным переписи населения СССР 1926 года в деревне Красницы Новые проживали 70 человек, большинство финны, а также русские.
С 1927 года в составе Молосковицкого района.
С 1928 года в составе Курского сельсовета. В 1928 году население деревни Новые Красницы составляло 160 человек.

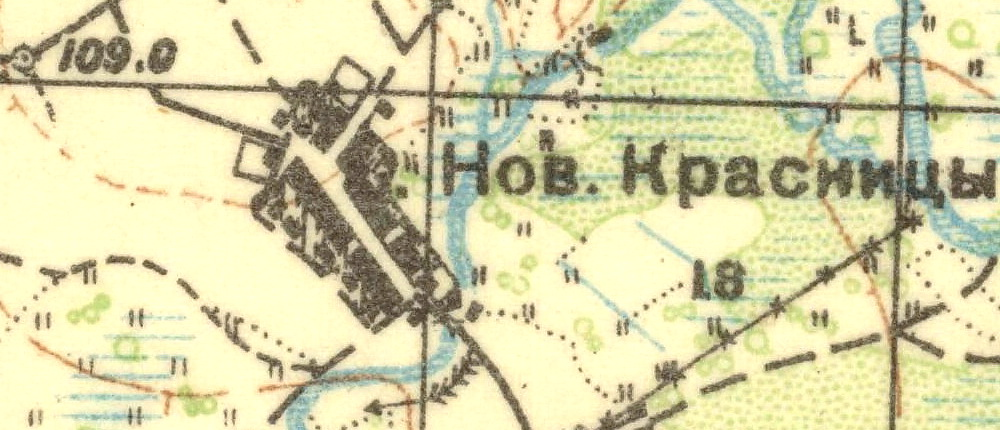
План деревни Новые Красницы. 1930 год

Согласно топографической карте 1930 года деревня называлась Новые Красницы и насчитывала 18 дворов.
С 1931 года в составе Волосовского района.
По данным 1933 года деревня Красницы числилась в составе Курского сельсовета Волосовского района.
C 1 августа 1941 года по 31 декабря 1943 года деревня находилась в оккупации.
С 1963 года в составе Кингисеппского района.
С 1965 года вновь в составе Волосовского района. В 1965 году население деревни Новые Красницы составляло 86 человек.
По данным 1966 года деревня Новые Красницы также находилась в составе Курского сельсовета.
По данным 1973 и 1990 годов деревня Новые Красницы входила в состав Остроговицкого сельсовета Волосовского района.
В 1997 году в деревне Новые Красницы проживал 21 человек, деревня входила в состав Остроговицкой волости, в 2002 году — 14 человек (русские — 79 %).
В 2007 году в деревне проживали 16 человек, в 2010 году — 20, в 2013 году — 14 человек.
В мае 2019 года деревня вошла в состав Большеврудского сельского поселения.

## География
Деревня расположена в западной части района к югу от автодороги 41К-046 (Большая Вруда — Сырковицы).
Расстояние до административного центра поселения — 3,5 км.
Расстояние до ближайшей железнодорожной станции Молосковицы — 10 км.
Через деревню протекает река Алеска.

## Демография
| 1838 | 1848 | 1857 | 1862 | 1882 | 1899 | 1997 |
| ---- | ---- | ---- | ---- | ---- | ---- | ---- |
| 57   | ↗72  | ↘62  | ↗63  | ↗105 | ↘60  | ↘21  |
| 2002 | 2007 | 2010 | 2013 | 2014 | 2017 |      |
| ↘14  | ↗16  | ↗20  | ↘14  | ↗18  | ↘15  |      |

### Национальный состав
Согласно данным Всероссийской переписи населения 2021 года в деревне проживали 17 человек, все русские.